# Placa eurasiática

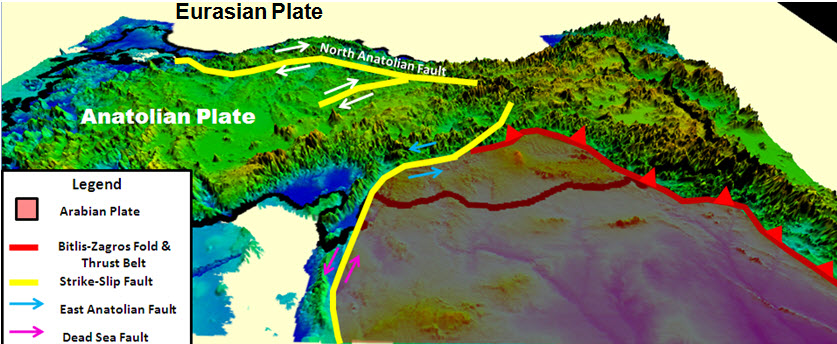
Placas da Anatólia e da Eurásia.

A placa Euroasiática (ou placa Eurasiática) é uma das nove principais placas tectónicas em que é dividida a litosfera terrestre, ocupando uma área de aproximadamente 67 800 000 km2, o que corresponde a 1,1963 esterorradianos, sendo por isso a terceira em extensão a nível planetário. Compreende grande parte da Eurásia, com exceção do Subcontinente Indiano, da Península Arábica e da parte da Sibéria a Este da cordilheira Verkhoyansk. Está separada da placa Norte-Americana pela cordilheira submarina designada por dorsal Meso-Atlântica.

## Descrição
A Placa da Eurásia inclui a maior parte do continente da Eurásia (uma massa de terra que consiste nos continentes tradicionais da Europa e Ásia), com as notáveis exceções do Subcontinente Indiano, a Península Arábica e o território a nascente da cordilheira Chersky, no leste da Sibéria. Também inclui uma grande área de crosta oceânica que se estendendo para oeste até a dorsal Mesoatlântica e para o norte até à dorsal de Gakkel.
O bordo leste é um limite com a placa Norte-Americana ao norte e com a placa do Mar das Filipinas, ao sul, e possivelmente com a placa de Okhotsk e a placa Amuriana, a sueste. O bordo sul é um limite com a placa Africana a oeste, a placa Arábica no centro e a placa Indo-Australiana, a leste. O bordo ocidental é um limite divergente com a placa Norte-Americana, formando a parte mais setentrional da dorsal Mesoatlântica, que atravessa a Islândia.
Todas as erupções vulcânicas na Islândia, como a erupção de 1973 de Eldfell, a erupção de 1783 de Laki e a erupção de 2010 de Eyjafjallajökull, são causadas pelo afastamento das placas norte-americana e euroasiática, resultante da ação do limite divergente existente entre elas.
Os geodinâmica da Ásia Central é dominada pela interação entre as placas Eurasiática e Indiana. Nesta área, muitas sub-placas ou blocos da crosta terrestre foram encontrados. A cordilheira do Himalaia e o planalto tibetano são o resultado da colisão entre a placa Indiana e a placa Euroasiática, que começou há 50 milhões de anos e continua até ao presente.
O deslocamento da placa Euroasiática ocorrem em direção ao nordeste na Europe, a uma velocidade de cerca de 70 mm/ano, e em direção ao sueste na Ásia, a uma velocidade de cerca de 100 mm/ano. A velocidade de rotação é de 0,8591° por por milhão de anos em torno de um polo euleriano situado nos 61° 07' de latitude norte e 85° 82' de longitude oeste (tendo como referencial a placa do Pacífico).